# Anne Marie Louise của Orléans
Anne Marie Louise của Orléans, Công tước xứ Montpensier, (phát âm tiếng Pháp: [an maʁi lwiz dɔʁleɑ̃], 29 tháng 5 năm 1627 – 5 tháng 4 năm 1693 ), thường được gọi là La Grande Mademoiselle ( [la ɡʁɑ̃d madmwazɛl]), là con gái duy nhất của Gaston của Pháp và Marie I xứ Montpensier. Là một trong những nữ thừa kế lừng danh nhất trong lịch sử, Anne Marie Louise qua đời khi trong tình trạng độc thân và không con, để lại khối tài sản khổng lồ của mình cho người anh họ là Philippe của Pháp, Công tước xứ Orléans.  Sau một loạt lời cầu hôn từ nhiều thành viên của các gia đình cầm quyền tại châu Âu, bao gồm Charles II của Anh, Afonso VI của Bồ Đào Nha và Carlo Emanuele II của Savoia, cuối cùng Anne Marie Louise đã mang lòng yêu cận thần Antoine Nompar de Caumont và khiến triều đình Pháp phẫn nộ khi Anne Marie Louise yêu cầu Louis XIV của Pháp cho phép kết hôn với Antoine, vì một cuộc hôn nhân như vậy được coi là Mésalliance, có thể hiểu là cuộc hôn nhân không phù hợp với người có địa vị như Anne Marie Louise. La Grande Mademoiselle được nhớ đến nhiều nhất với vai trò trong Fronde, khi đưa nhà soạn nhạc Jean-Baptiste Lully đến triều đình của Louis XIV và với hồi ức của mình.